# 基斯基科塔湖
14°48′10″S 69°11′13″W / 14.80278°S 69.18694°W
基斯基科塔湖（英語：K'iski Quta），是玻利維亞的湖泊，位於該國西部拉巴斯省的弗朗茨塔馬約省，處於安第斯山脈中阿波洛班巴山脈地區，西南面是哈查瓦拉查山。